# 卡利亚库
卡利亚库（斯瓦希里语：Kata ya Kariakoo）是坦桑尼亚达累斯萨拉姆地区伊拉拉市政委员会的一个行政区。江瓦尼区和姆查富科格区分别构成该区的北部和东部边界。格雷扎尼和姆奇基奇尼区分别位于该区的南部和西部边界。该区是辛巴体育俱乐部的所在地。该名称源自斯瓦希里化的英国殖民占领时期的"运输军团"，该军团曾在该地区驻扎。如今，卡利亚库主要以其跨越多个城市街区的大型市场而闻名。根据2022年人口普查，该区人口为10,246人。

## 行政
卡利亚库区的邮政编码是11106。
该区分为以下几个社区（Mitaa）：

| 卡利亚库北部 卡利亚库西部 | 卡利亚库东部 |

### 政府
该区，与全国其他区一样，根据服务人口设有地方政府办公室。卡利亚库区行政大楼按照1988年《区法庭法》设有法院，包括区行政所需的其他重要部门。该区设有以下行政办公室：
位于卡鲁梅社区的卡利亚库区警察局
位于谢里夫·沙姆巴社区的卡利亚库区政府办公室（Afisa Mtendaji）
卡利亚库区法庭（Baraza La Kata）是区政府办公室内的一个部门
在坦桑尼亚的地方政府体系中，区是最小的民主单位。每个区由一个由八名民选委员组成的委员会组成，包括一名主席、一名有薪酬的官员（无投票权）和一名执行官。三分之一的席位为女性委员保留。

## 人口统计
该区与该地区的大部分地区一样，是扎拉莫人的祖居地。随着城市的发展，该区逐渐变成了一个多元化的区域。2012年，共有13,780人在该区居住。

## 历史

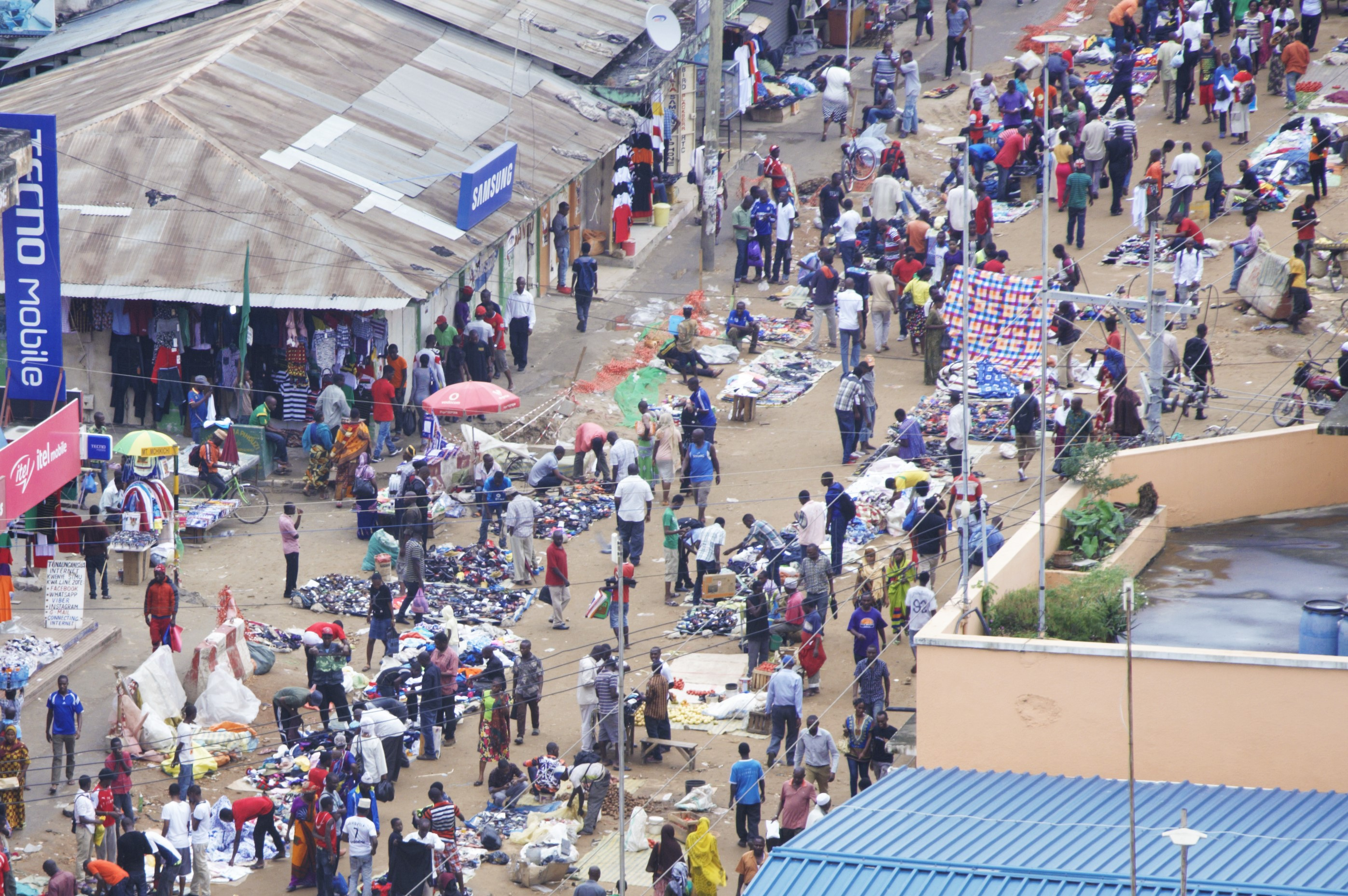
达累斯萨拉姆卡利亚库市场的鸟瞰图。

在殖民时期之前，现在被称为卡利亚库的地区有一个大村庄。这个村庄经常被奴隶贩子袭击。在19世纪后半叶，该地区成为了属于桑给巴尔苏丹的shamba（农场）。在德国统治期间，一位名叫舒勒的德国商人购买了200公顷的农场，并将土地出租给非洲人。同时，达累斯萨拉姆开始发展，而欧洲人在牡蛎湾等独家区域建造他们的房屋，卡利亚库则成为达累斯萨拉姆的主要非洲人聚居地。1913年，达累斯萨拉姆总共24,000名非洲居民中有15,000人居住在卡利亚库。
1914年，德国政府从舒勒手中购买了卡利亚库，打算按照在德属东非实施的种族隔离战略，创建一个正式的非洲人定居点。为了容纳非洲人口，建造了混凝土房屋，同时市场也建立起来；然而，第一次世界大战的爆发延迟了其实际开业。
1916年，英国征服了达累斯萨拉姆，卡利亚库被用作运输军团的基地。1923年，由德国人建造的市场终于开始运作。在1970年代，它进行了大规模的重建。

## 经济
卡利亚库拥有一个大型市场，是达累斯萨拉姆经济的主要贡献者。市场位于斯瓦希里街67号。卡利亚库还在姆辛巴齐街设有坦桑尼亚邮政银行。卡利亚库由位于姆辛巴齐街的卡马塔火车站提供服务，该站就在区外。由于在区外提供的达累斯萨拉姆快速公交服务，卡利亚库拥有良好的交通联系。

## 卡利亚库市场
由建筑师BJ Amuli 设计，1974 年建造，屋顶由标志性的混凝土放射状柱体支撑。它是当地最繁忙、最大的市场，对达累斯萨拉姆的食品供应以及小规模经济做出了重大贡献。直到最近，卡利亚库还是达累斯萨拉姆的主要达拉达拉"车站"之一，尽管现在已迁移到马瓦西利亚诺东南部的马瓦西利亚诺巴士总站。鉴于业务发展良好，卡利亚库市场公司计划很快在姆贝齐海滩地区以500万先令的成本开设另一个新市场。

## 教育和健康

### 教育
该区拥有以下教育机构
马米洛职业学院

### 医疗
该区拥有以下医疗机构：
卡利亚库诊所
健康之家诊所
索科尼诊所
卡利亚库国王健康中心
卡利亚库医院